# 37 Sekunden
37 Sekunden ist eine deutsche Fernsehserie des Ersten, die ab 15. August 2023 ausgestrahlt wurde. In der ARD Mediathek war die Serie bereits am 4. August 2023 verfügbar.

## Handlung
Sänger Carsten Andersen steht kurz vor einem Comeback: er feiert mit Familie und Freunden groß seinen Geburtstag. Auch Leonie, die beste Freundin von Carstens Tochter Clara, stößt unerwartet dazu. Sie hatte mit Carsten in den letzten Monaten eine Affäre, die sie beendeten, doch am Rande der Feier kommen sie sich wieder nahe und es kommt zu Zärtlichkeiten. Als Carsten Sex mit ihr möchte, erwidert Leonie, dass sie dies nicht will, doch Carsten ignoriert das und er zwingt sie zu einem kurzen Geschlechtsverkehr im Stehen von ca. 37 Sekunden.
Später erzählt Leonie Clara davon, ohne Carstens Identität preiszugeben. Anwältin Clara rät ihr, sich zur Wehr zu setzen und empfiehlt ihr auch eine spezialisierte Kollegin, damit solche Taten nicht ungestraft blieben. Als Clara jedoch herausfindet, dass es sich um ihren eigenen Vater handelt, befindet sie sich in einem Dilemma. Auf der einen Seite ihre Ideale und ihr Gerechtigkeitssinn, auf der anderen Seite die Karriere ihres Vaters und der Ruf ihrer Familie. Schließlich zeigt Leonie Carsten tatsächlich an. Dieser geht selbst zur Polizei, um die Vorwürfe zu entkräften. Noch ist Carstens Name nicht an die Öffentlichkeit gelangt, was einen Skandal auslösen könnte. Doch Leonies Mutter verrät einer Journalistin für Geld den Namen, sodass Carstens Konterfei am nächsten Tag in den Zeitungen erscheint.
Die Situation spitzt sich für alle Beteiligten zu. Carsten wird medial angefeindet, bei der Vorstellung seiner Songs stören Aktivisten seinen Auftritt und schließlich wird sein Comeback von seiner Plattenfirma verschoben. Leonie sehnt sich nach ihrem alten Leben zurück und sieht sich auch dem Vorwurf ausgesetzt, ihre eigene Musikkarriere durch den Skandal zu pushen. Denn tatsächlich ist ein Label an ihrer Musik interessiert. Clara versucht mit einem erfolgreichen Anwalt eine Strategie aufzubauen, die ihren Vater entlastet und nimmt dabei auch die Diskreditierung Leonies in Kauf.
Der Prozess erregt mediale Aufmerksamkeit, die gegenseitigen Vorwürfe heizen die Stimmung weiter auf. Clara versucht mit allen Mitteln, sich für ihre Familie einzusetzen. Mit ihrer Aussage vor Gericht versucht sie, Leonie als emotional instabil darzustellen. Als Claras Bruder Jonas, der die Situation zwischen Carsten und Leonie in der Nacht bekifft mitbekommen hat, aussagen möchte, kann sie ihn davon abbringen. Als sich Leonie noch einmal mit Carsten trifft, um ihm persönlich mitzuteilen, dass er gegen ihren Willen handelte, kommt es wieder zu Intimitäten – auch dies versucht die Verteidigung für sich zu nutzen. Als die Verteidigung alles versucht, um Leonie unglaubwürdig zu machen, da sie mit dem angeblichen Vergewaltiger schlafe, ergreift Carsten das Wort. Er bekennt sich schuldig und gesteht, gegen Leonies Willen gehandelt zu haben und dass es ihm egal war, wie es ihr dabei ging.
Carsten wird zu zwei Jahren auf Bewährung verurteilt. Leonie bekommt von einem Label das Angebot, ihre Songs zu vermarkten.

## Produktionsnotizen
Die Serie wurde vom 28. September 2021 bis zum 3. Dezember 2021 in München und Umgebung gedreht. Der Titel der Serie steht für die Dauer des Übergriffs auf Leonie.

## Folgenübersicht
| Folge   | Name        | Erstausstrahlung | Zuschauer            |
| ------- | ----------- | ---------------- | -------------------- |
| S01/E01 | Fest        | 15. August 2023  | 0,89 Mio. (7,4 % MA) |
| S01/E02 | Scherben    | 15. August 2023  | 0,48 Mio. (6,1 % MA) |
| S01/E03 | Wahrheit    | 15. August 2023  | 0,37 Mio. (6,8 % MA) |
| S01/E04 | Druck       | 22. August 2023  | 0,43 Mio. (4,0 % MA) |
| S01/E05 | Verhandlung | 22. August 2023  | 0,40 Mio. (4,2 % MA) |
| S01/E06 | Urteil      | 22. August 2023  | 0,22 Mio. (4,5 % MA) |

## Soundtrack
Für den Soundtrack wurden unter anderem folgende Songs verwendet:
- The Kinks (Waterloo Sunset)
- Daft Punk (Get Lucky)

## Rezeption

### Kritiken
In der Süddeutschen Zeitung wird die Serie als eine „Perle“ beschrieben. Das Thema sei ein grauenvolles, die Erzählung herausragend, dicht und packend.
In seiner Besprechung bei tittelbach.tv gibt Kritiker Rainer Tittelbach der Serie mit insgesamt 6 von 6 Sternen seine bestmögliche Bewertung. Er beschreibt 37 Sekunden als ein absolutes Serien-Highlight, bei dem die Zuschauer aufgrund des vorliegenden Falls möglicherweise hin- und hergerissen sein werden. Eine Besonderheit der Serie liege in ihrer Ambivalenz, man verfolge gleichermaßen Opfer und Täter mit ihren Standpunkten. Das „Sympathiepunkte-Vergabesystem“ auf Zuschauerseite ändere sich mit neuen Wendungen oder Zuspitzungen. Die Serie fessele mit ihren 6 Folgen viereinhalb Stunden lang, das Ensemble spiele alltagsnah, die Dramaturgie sei durchdacht und der „Dreiklang aus Familie, Affäre und Freundschaft“ werde narrativ dicht erzählt. Mit ihrer zwischentonstarken Inszenierung sei die Geschichte „mitreißender […] als jeder Fußball-Krimi“.
Das Lexikon des internationalen Films gibt dreieinhalb von fünf Sternen. Es lobt die „[ü]berzeugende[n] Darstellerleistungen bis in die Nebenrollen und eine Inszenierung, die viel Gespür für Rhythmus, Atmosphäre und flirrende Situationen beweist“, und aus 37 Sekunden „einen vielschichtigen, gleichwohl in seiner Benennung des Übergriffs klaren Beitrag zum Thema sexueller Gewalt“ macht. Es empfiehlt die Serie ab 16 Jahren.

### Einschaltquoten
Die Einschaltquoten der Erstausstrahlung im Spätabendprogramm wurden als schlecht bezeichnet.